# Adam (dělostřelecká tvrz)
Dělostřelecká tvrz Adam je jedna z nejvíce dokončených tvrzí československého opevnění, které bylo budováno v letech 1935-1938 na hranicích s Německem a Maďarskem jako reakce na jejich nepřátelskou politiku. Tento vojenský objekt se nachází na území obce České Petrovice v okrese Ústí nad Orlicí v Pardubickém kraji, zhruba dva kilometry západně od česko-polského hraničního přechodu Mladkov-Petrovičky / Kamienczyk.

## Objekty dělostřelecké tvrze
Z 16 plánovaných dělostřeleckých tvrzí byla rozlohou nejmenší. Na tvrzi mělo být umístěno 8 srubů:
- pěchotní sruby
  - K-S 39 „Hodek“
  - K-S 40 „U háječku“
  - K-S 41 „Pod vrškem“
- minometná otočná věž K-S 44 „Za větrem“
- vchodový objekt K-S 43a „Na sekyře“
- dělostřelecká otočná věž K-S 42 „Trigonometr“
- dělostřelecké sruby
  - K-S 43 „Veverka“
  - K-S 45 „Jabůrek“

Z těchto objektů se nepodařilo stavebně započít pouze minometnou věž. V září roku 1938 byla tvrz po stavební části téměř dokončena, avšak scházely především hlavní dělostřelecké zbraně, které se z důvodu zpoždění ve vývoji a výrobě do žádného z dělostřeleckých objektů v československém pohraničí nedostaly. Nebyla instalována ani dělostřelecká otočná a výsuvná věž, čímž se objekt stal nebojeschopný a vzhledem ke svému specifickému poslání nemohl být vyzbrojen ani nouzově.

## Výzbroj
Chybějící dělostřelecká výzbroj však byla provizorně řešena alespoň u dělostřeleckých srubů, a to pomocí zastaralých horských kanónů vz. 15 ráže 7,5 cm umístěných po třech v dřevěných přístřešcích před sruby. V případě K-S 43 byly situovány hned před ochranný příkop a před nepřátelským pozorováním je chránila dřevěná konstrukce připomínající z dálky stodolu. U druhého dělostřeleckého srubu, vzhledem k složité situaci na staveništi před ním, nebylo možné umístit nouzovou dělostřeleckou výzbroj přímo k němu, a proto se postavení trojice horských kanónů nalézalo o několik stovek metrů dále v prostoru mezi pevnůstkami č. 235 a 236 druhého sledu lehkého opevnění.